# Porphyrkuppenlandschaft nordwestlich Halle
Porphyrkuppenlandschaft nordwestlich Halle este o arie protejată (arie specială de conservare — SAC, sit de importanță comunitară — SCI) din Germania întinsă pe o suprafață de 818,6 ha, integral pe uscat.

## Localizare
Centrul sitului Porphyrkuppenlandschaft nordwestlich Halle este situat la coordonatele 51°33′28″N 11°51′33″E / 51.5578°N 11.8592°E.

## Înființare
Situl Porphyrkuppenlandschaft nordwestlich Halle a fost declarat sit de importanță comunitară în octombrie 2000 pentru a proteja 1 specie de plante și 3 specii de animale. Situl a fost protejat și ca arie specială de conservare în decembrie 2018.

## Biodiversitate
Situată în ecoregiunea continentală, aria protejată conține 10 habitate naturale: Ape puternic oligomezotrofe cu vegetație bentonică cu Chara spp., Pajiști uscate europene, Pajiști uscate seminaturale și facies de acoperire cu tufișuri pe substraturi calcaroase (Festuco-Brometalia) (* situri importante pentru orhidee), Pajiști uscate seminaturale și facies de acoperire cu tufișuri pe substraturi calcaroase (Festuco-Brometalia) (* situri importante pentru orhidee), Pajiști stepice subpanonice, Fânețe de joasă altitudine (Alopecurus pratensis, Sanguisorba officinalis), Mlaștini calcaroase cu Cladium mariscus și specii de Caricion davallianae, Pante stâncoase silicioase cu vegetație casmofită, Roci stâncoase cu vegetație pionieră de Sedo-Scleranthion sau Sedo albi-Veronicion dillenii, Păduri aluvionare cu Alnus glutinosa și Fraxinus excelsior (Alno-Padion, Alnion incanae, Salicion albae).
La baza desemnării sitului se află mai multe specii protejate:
- plante (1): Jurinea cyanoides
- amfibieni (1): triton cu creastă (Triturus cristatus)
- mamifere (1): liliac cârn (Barbastella barbastellus)
- nevertebrate (1): Vertigo angustior

Pe lângă speciile protejate, pe teritoriul sitului au mai fost identificate 34 de specii de plante, 4 specii de amfibieni, 6 specii de mamifere, 31 de specii de nevertebrate, 2 specii de reptile.